# Alan Tait
Alan Victor Tait (Scottish Borders, 2 de julio de 1964) es un exjugador británico de rugby y rugby League que se desempeñaba como centro.

## Carrera
Tait dejó el rugby 15 en 1988 para jugar profesionalmente rugby League. En 1996 regresó al rugby 15 siendo éste ya profesional desde 1995, siendo contratado por los Newcastle Falcons y tras dos temporadas firmó con Edinburgh Rugby donde se retiró en 2000.

## Selección nacional
Debutó con el XV del Cardo en 1987 debutando ante Les Bleus. Con su partida al rugby League se ausentó de la selección nueve años.
Con su regreso en 1996 fue convocado nuevamente, ya con 32 años en 1997 y jugó regularmente con ellos hasta su retiro internacional en octubre de 1999 frente a los All Blacks. En total jugó 27 partidos y marcó 17 tries (85 puntos).

### Participaciones en Copas del Mundo
Disputó dos Copas del Mundo; Nueva Zelanda 1987 donde hizo su debut internacional y Gales 1999 donde se retiró internacionalmente.
| Mundial                       | Sede          | Resultado        | PJ | Tries |
| ----------------------------- | ------------- | ---------------- | -- | ----- |
| Copa Mundial de Rugby de 1987 | Nueva Zelanda | Cuartos de final | 4  | 4     |
| Copa Mundial de Rugby de 1999 | Gales         | Cuartos de final | 3  | 1     |

## British and Irish Lions
Fue convocado a los Lions para la Gira a Sudáfrica 1997 donde jugó dos de los tres partidos ante los Springboks.

## Palmarés
- Campeón del Torneo de las Seis Naciones de 1999.
- Campeón de la Aviva Premiership de 1997-98.
- Campeón de la Scottish Premiership de 1987-88.